# 格萊泰朗

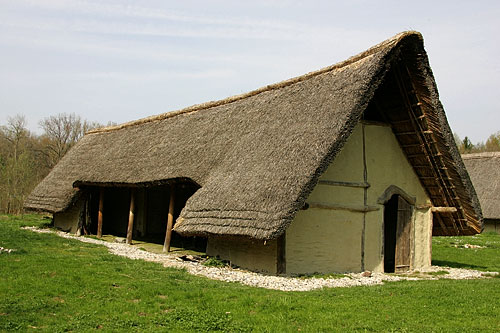

格萊泰朗是瑞士的城鎮，位於該國西部，由弗里堡州負責管轄，面積2.92平方公里，海拔高度486米，2011年人口851，一半人口信奉羅馬天主教，人口密度每平方公里291人。

## 外部連結
- Official website （页面存档备份，存于） （法文）